# Amplitudenmodulation mit unterdrücktem Träger
Die Amplitudenmodulation mit unterdrücktem Träger, abgekürzt DSBSC oder DSB-SC für englisch Double side band suppressed carrier, ist eine Sonderform der Amplitudenmodulation. Der Modulationsgrad m ist in diesem Falle nicht definierbar.

## Vergleich mit Amplitudenmodulation

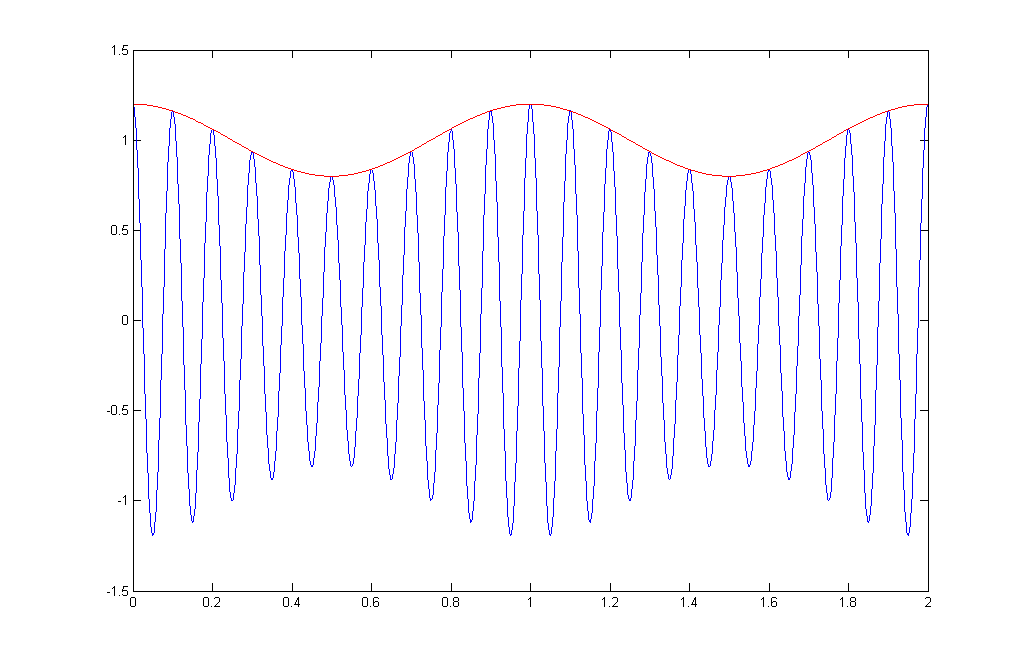
Amplitudenmodulation mit Träger (DSBFC) im Zeitbereich

Bei der Amplitudenmodulation mit Träger entstehen neben dem ursprünglichen Trägersignal zwei zusätzliche Frequenzbänder: die Seitenbänder, in denen jeweils das Spektrum des Nutzsignals enthalten ist. Das obere Seitenband wird mit USB (upper side band) bezeichnet und das untere analog mit LSB (lower side band).
Die nebenstehenden Abbildungen sind im Zeitbereich dargestellt. Zum Vergleich wird zunächst die Amplitudenmodulation mit Träger (DSBFC), in der zweiten Abbildung dann ohne Träger dargestellt. Das zu modulierende Signal ist in Rot dargestellt, das modulierte Trägersignal in Dunkelblau. Der Modulationsgrad bewirkt eine Veränderung der Amplitude, und das zu modulierende Signal wird vor der Modulation mit einem zeitlichen konstanten Anteil, dem Gleichanteil, versehen. Dieser Gleichanteil stellt dann nach der Modulation im modulierten Signal den Anteil des Trägersignals dar.

## Amplitudenmodulation ohne Träger (DSBSC)

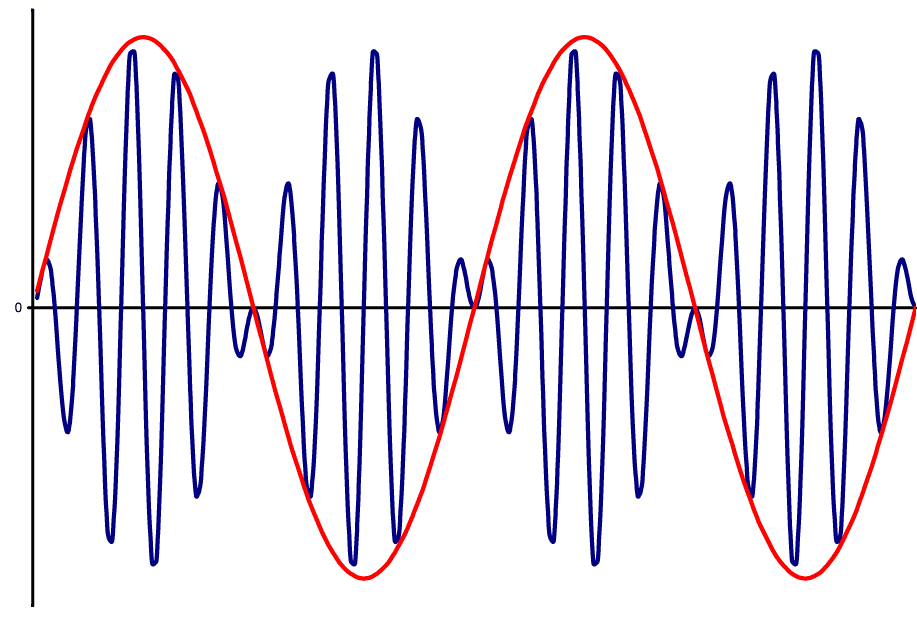
Amplitudenmodulation ohne Träger (DSBSC) im Zeitbereich

Bei der Amplitudenmodulation ohne Träger (DSBSC) wird das Trägersignal unterdrückt. Somit können nur Nutzsignale ohne Gleichanteil, wie z. B. Audiosignale, übertragen werden. Wie bei der Übertragung mit Träger ist auf beiden Seitenbändern die gleiche Nutzsignalinformation enthalten.
In der zweiten Abbildung entspricht die Hüllkurve des HF-Signals der Amplitude des Nutzsignals. Im Bereich der Nulldurchgänge des Nutzsignals liegen die beiden verbliebenen Seitenfrequenzen in Gegenphase und löschen sich, da sie die gleiche Amplitude haben, aus. Beim Nulldurchgang springt die Phase des Summensignals um 180 Grad.
Der Nutzen der Trägerunterdrückung liegt darin, dass ein größerer Anteil (bis zu zwei Drittel) der Sendeleistung eingespart werden kann. Eine weitere Effizienzsteigerung wird mit der Einseitenbandmodulation (SSB) erreicht, indem man nicht zwei, sondern nur ein Seitenband zur Aussendung bringt.
Üblicherweise erfolgt die Modulation mit einem symmetrischen, multiplizierenden Mischer (z. B. Ringmodulator, Doppelgegentaktmodulator), der das gewünschte Signal direkt ohne Träger erzeugt; es verbleiben nur die beiden Seitenbänder. Die Trägerfrequenz wird also nicht etwa mit Hilfe z. B. eines Kerbfilters nach einer gewöhnlichen Amplitudenmodulation entfernt.
Zur Demodulation wird der Träger allerdings benötigt. Er muss – im Gegensatz zur Einseitenbandmodulation – im Empfänger in einem Synchrondemodulator wieder frequenz- und phasengenau zur Verfügung stehen. Dies kann zum Beispiel durch Übertragung auf einem separaten Kanal geschehen oder mit Hilfe eines Pilottones, wobei die Anforderungen erheblich höher sind als bei Einseitenbandmodulation. Dieser Aufwand ist ein Nachteil dieses Modulationsverfahrens.
Man erkennt am Bild, dass eine inkohärente Demodulation (Hüllkurvendemodulation) nicht mehr möglich ist. Die Demodulation der DSBSC erfolgt mit dem Mischer, wobei das im Empfänger lokal erzeugte und phasenrichtige Trägersignal der Mischstufe zugeführt werden muss.
Die Amplitudenmodulation mit unterdrücktem Träger wird unter anderem bei der Aufbereitung des UKW-Stereo-Tonsystems eingesetzt. Dabei wird das Differenzsignal aus linkem und rechtem Kanal auf einem Hilfsträger von 38 kHz dementsprechend moduliert. Das entstehende Signal (also die beiden Seitenbänder des Differenzsignals) wird ergänzt um das unmodulierte Summensignal aus linkem und rechtem Kanal sowie um einen Pilotton (mit der halben Frequenz des Trägers). Erst mit diesem Signal wird dann der eigentliche UKW-Träger FM-moduliert und ausgestrahlt.